# Paul Riesen

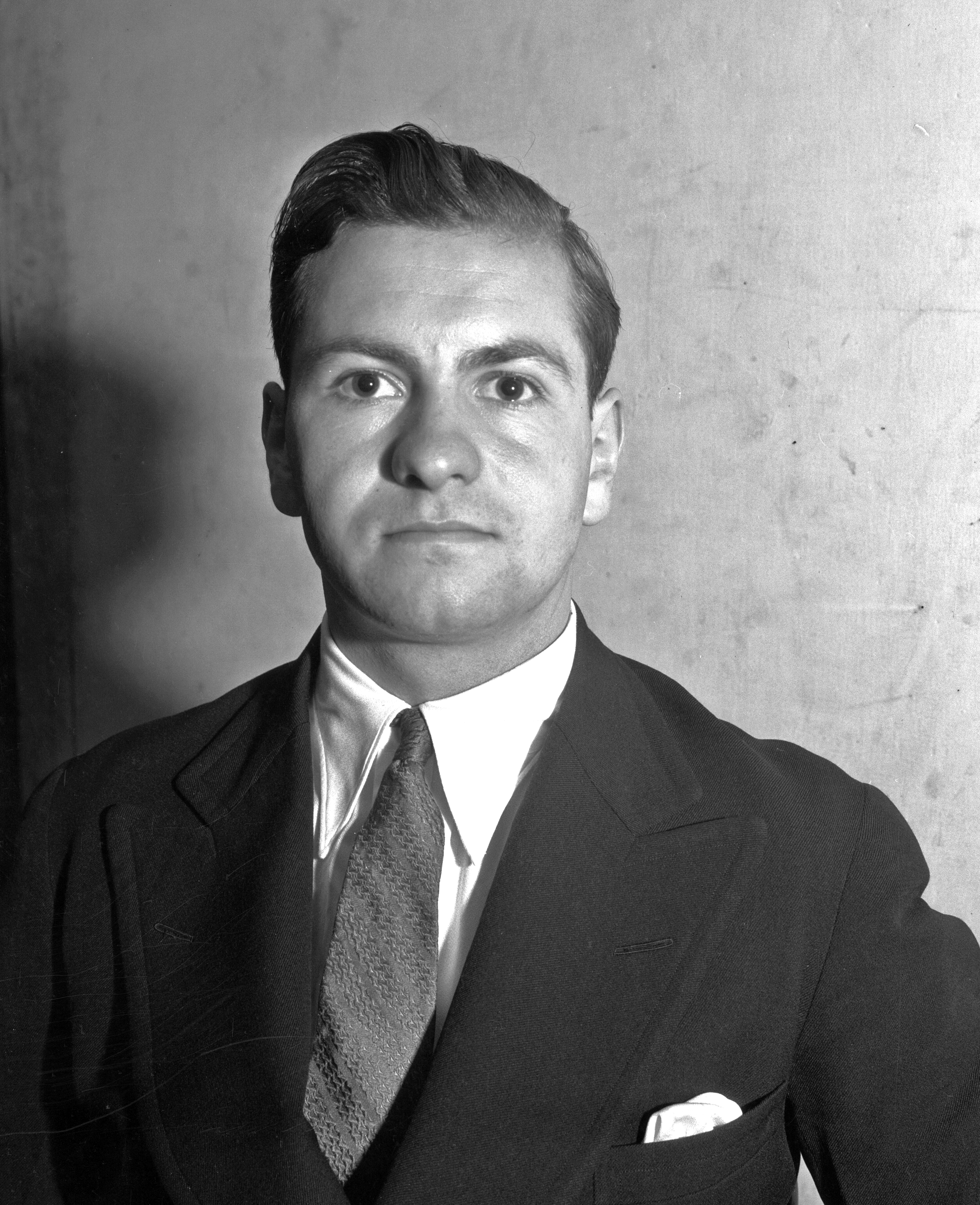
Paul Riesen (1932)

Paul «Pablo» Riesen (* 1. Oktober 1906; † im 20. Jahrhundert) war ein Schweizer Leichtathlet. Er nahm an den Olympischen Sommerspielen 1932 in Los Angeles als Hochspringer teil, wo er mit übersprungenen 1,80 m 14. wurde.